# Waldemar Kolmsperger der Ältere

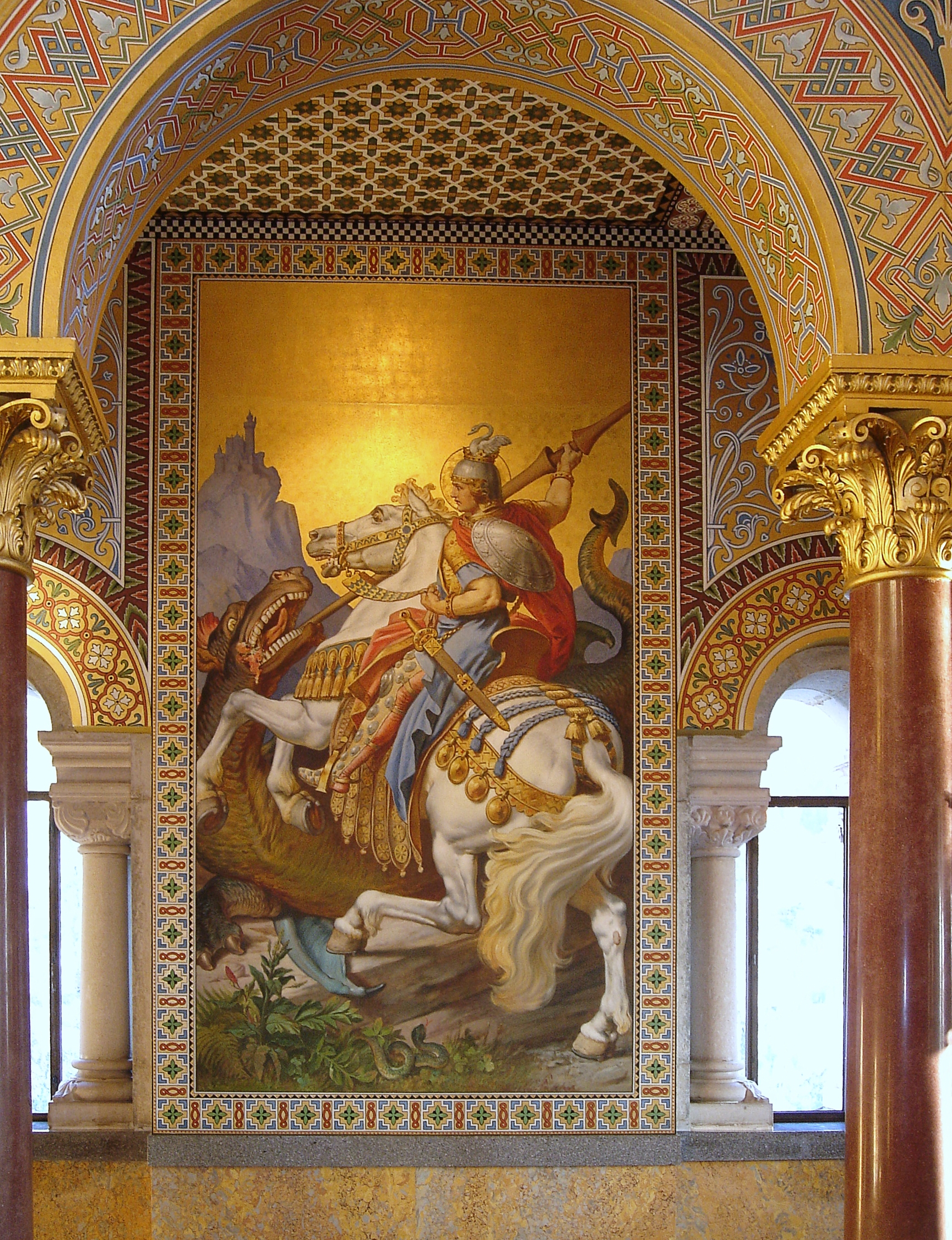
St. Georg in Neuschwanstein

Waldemar Kolmsperger (* 5. September 1852 in Berchtesgaden; † 19. April 1943 in München), zur Unterscheidung von seinem gleichnamigen Sohn meist „der Ältere“ genannt, war ein deutscher Maler des Neobarock.

## Leben und Werke
Waldemar Kolmsperger war der Sohn des Volksschullehrers und Stadtorganisten Theodor Karl Kolmsperger und dessen Ehefrau Wilgefort, geb. von der Thann. Er wuchs in Oberbayern auf, absolvierte eine Lehre in Teisendorf, Berchtesgaden, Feldkirchen und Wurmannsquick und begab sich danach als Dekorations- und Fassmalergeselle auf Wanderschaft. Ein akademisches Studium der Malerei konnte er erst aufnehmen, als er seine Militärdienstzeit absolvierte; dies war in den Jahren 1874 bis 1877. Carl von Piloty erlaubte damals dem jungen Soldaten, der im topographischen Büro des Generalstabs Dienst hatte, den Antikensaal in seiner freien Zeit zu benutzen, und Kolmsperger setzte später das Studium an der Münchner Kunstakademie noch bis 1889 fort. Seine Lehrer an der Akademie waren Julius Benczur, Andreas Müller, Georg Löfftz, Wilhelm von Diez und Georg Hiltensperger.

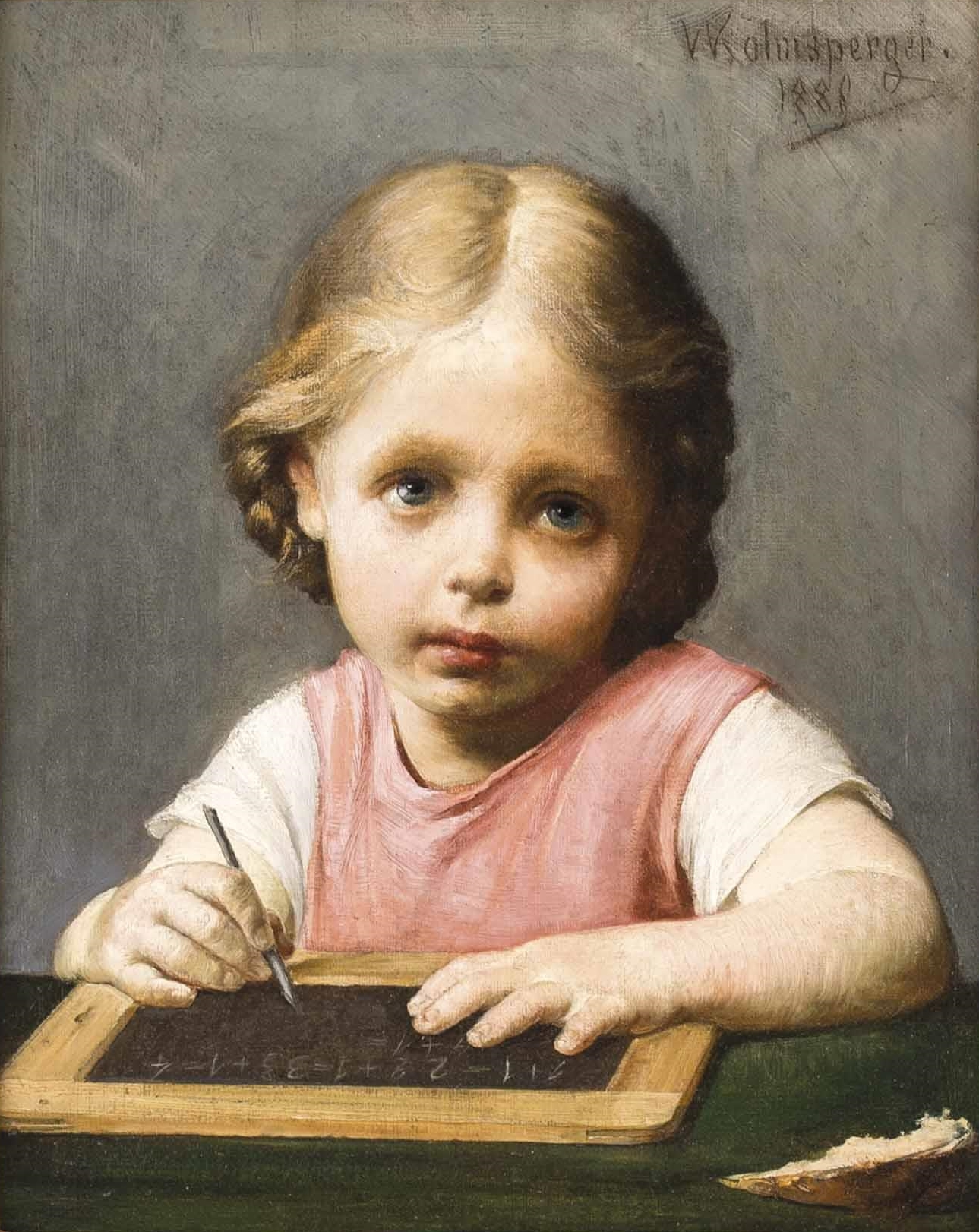
Kolmspergers Tochter Wetti

1877 heiratete er Maria Bernstetter (1854–1927), mit der er sieben Kinder bekam.
Er wurde in seiner Studienzeit zur Mithilfe bei der Ausmalung des Rathaussaales in Landshut herangezogen; ebenso war er, zunächst als Gehilfe, später selbstständig arbeitend, an der Ausmalung des Schlosses Hohenschwangau beteiligt. Im Schloss Neuschwanstein schmückte er den Gang zum Sängersaal mit den Allegorien von Heil, Beständigkeit, Treue und Mäßigkeit; außerdem stammt die Darstellung des heiligen Georg im dortigen Thronsaal (1884) von ihm. Die Stielerschule in München, trägt ein Gemälde Kolmspergers an ihrer Fassade.
Außerdem beschäftigte sich Kolmsperger mit der Restaurierung und Ausmalung von Kirchen des 18. Jahrhunderts. In Lauda versah er 1887 die Marienkapelle mit einem Deckengemälde, das die Himmelfahrt Mariä zeigte. Eine Mauer des Friedhofs in Lauda bemalte er mit einem heiligen Michael. Die Pfarrkirche von Sonthofen stattete er 1890 mit einem Altarbild und weiteren Gemälden aus.
1895 folgte das Kuppelgemälde mit dem Jüngsten Gericht in der Pfarrkirche St. Nikolaus in Murnau, das mehr als 500 Quadratmeter umfasste und dem Künstler den Titel eines königlichen Professors eintrug. Ferner wurde er damit beauftragt, den Ostgang des Münchner Justizgebäudes und das Kurhaus in Reichenhall auszumalen. Während er bei diesen Werken bewegte Kompositionen im Stil des Barock schuf, malte er den Tod des heiligen Nikolaus in der Kirche St. Nikolaus in Landshut ebenso im Stil der Gotik wie in der Mahlberger Kirche in Baden die Geheimnisse des schmerzhaften Rosenkranzes.
Einen Zyklus von Rosenkranzbildern entwarf er in Zusammenarbeit mit H. O. Walker für eine Kirche in Philadelphia. Ferner schuf er 1883 die Vorlagen für die Königsfenster der Pfarrkirche in München-Giesing mit Szenen aus dem Leben Jesu und, vermutlich einige Jahre später, die Entwürfe der Fenster der Kathedrale in St. Gallen. Die Kirche St. Benno in München kaufte 1897 einen Christuskopf Kolmspergers an, der in Mosaiktechnik gefertigt war.
Für die Stadtpfarrkirche in Landsberg am Lech malte Kolmsperger in den Jahren 1902 und 1903 ein umfangreiches Medaillonbild mit der Himmelfahrt Mariä sowie Darstellungen der Kirchenlehrer Hieronymus und Augustinus. 1904 schuf er die Deckengemälde für Kloster und Kirche Roggenburg. Drei seiner Ölskizzen zur Weissagung Simeons, Mariä Verkündigung und der Geburt Christi befinden sich im dortigen Klostermuseum.
1906 wurde die neue Pfarrkirche St. Andreas in Nesselwang eingeweiht, die er, unterstützt von seinem Sohn, ebenfalls mit großflächigen Gemälden ausstattete. Außerdem restaurierte er in dieser Zeit die Fresken von Johann Baptist Enderle in der Pfarrkirche St. Ulrich in Seeg und Enderles Malereien in St. Ignaz in Mainz. In der Jesuitenkirche in Mannheim stellte er die Fresken wieder her, wiederum unter Assistenz seines Sohnes. Im Jahr 1907 folgten die Deckengemälde für die Anstaltskirche des Spitals zum Heiligen Geist in München sowie Altarbilder für die Großaitinger Pfarrkirche. Im Jahr 1909 schuf er in Gebsattel ein Sebastiansgemälde, in den Jahren 1910 bis 1911 malte er die ehemalige Abteikirche St. Nabor in St. Avold in Lothringen aus. Im Jahr 1911 schuf Kolmsperger in Au bei Berchtesgaden ein Hochaltarbild. Im Jahr 1920 entstanden mehrere Gemälde für die Kirche St. Wolfgang in München, 1921 das Hochaltarbild der Kollegienkirche in Ehingen an der Donau. Für die Alte Apotheke im Deutschen Museum schuf er das Deckengemälde (Secco) „Die Heilkunst: Äskulap und Hygieia mit Einhorn“. In den Jahren danach entwarf er ein Mosaikgemälde für die Herzogspitalkirche in München sowie Gemälde für die Pfarrkirche in Übersee und die Deckengemälde in der Pfarrkirche Kiefersfelden (1926); weitere Werke schuf er für Gebäude in Obernzell bei Passau, Münster bei Donauwörth, Au bei Bregenz und dem Münster Unserer Lieben Frau Lindau. In Kassel wurde der Saal des Rathauses mit einem Werk Kolmspergers geschmückt. Im Bayerischen Nationalmuseum in München gestaltete er das Deckengemälde für die kleine Kuppel des Raumes 32, Thema war der Heilige Geist.
Kolmsperger war von 1890 bis 1908 Mitglied der Münchner Künstlergenossenschaft und wurde 1903 Ehrenmitglied der Akademie der bildenden Künste in München. Er war 1893 eines der Gründungsmitglieder der Deutschen Gesellschaft für christliche Kunst. Bis 1931 war er als Maler, meist mit öffentlichen Aufträgen, aktiv, danach aus Altersgründen nur noch beratend. Er wurde auf dem Waldfriedhof München beigesetzt.
Sein Sohn Waldemar, der zunächst von ihm ausgebildet wurde, schuf ebenfalls mit Vorliebe monumentale Deckengemälde, oft auch in Zusammenarbeit mit dem Vater. Unter anderem statteten Waldemar Kolmsperger der Ältere und der Jüngere auch mehrere Dampfer der Hamburg-Amerika-Linie mit Deckengemälden. Darunter waren die Schiffe Vaterland alias Leviathan, Bismarck und New York. Auch Waldemar Kolmspergers Schwiegersohn Franz Xaver Dietrich arbeitete zeitweise mit diesem zusammen.
Laut Ulrike Steiner betrieb Kolmsperger eine Werkstatt „wie ein Maler der Barockzeit“.

## Das Modell der Murnauer Kuppel

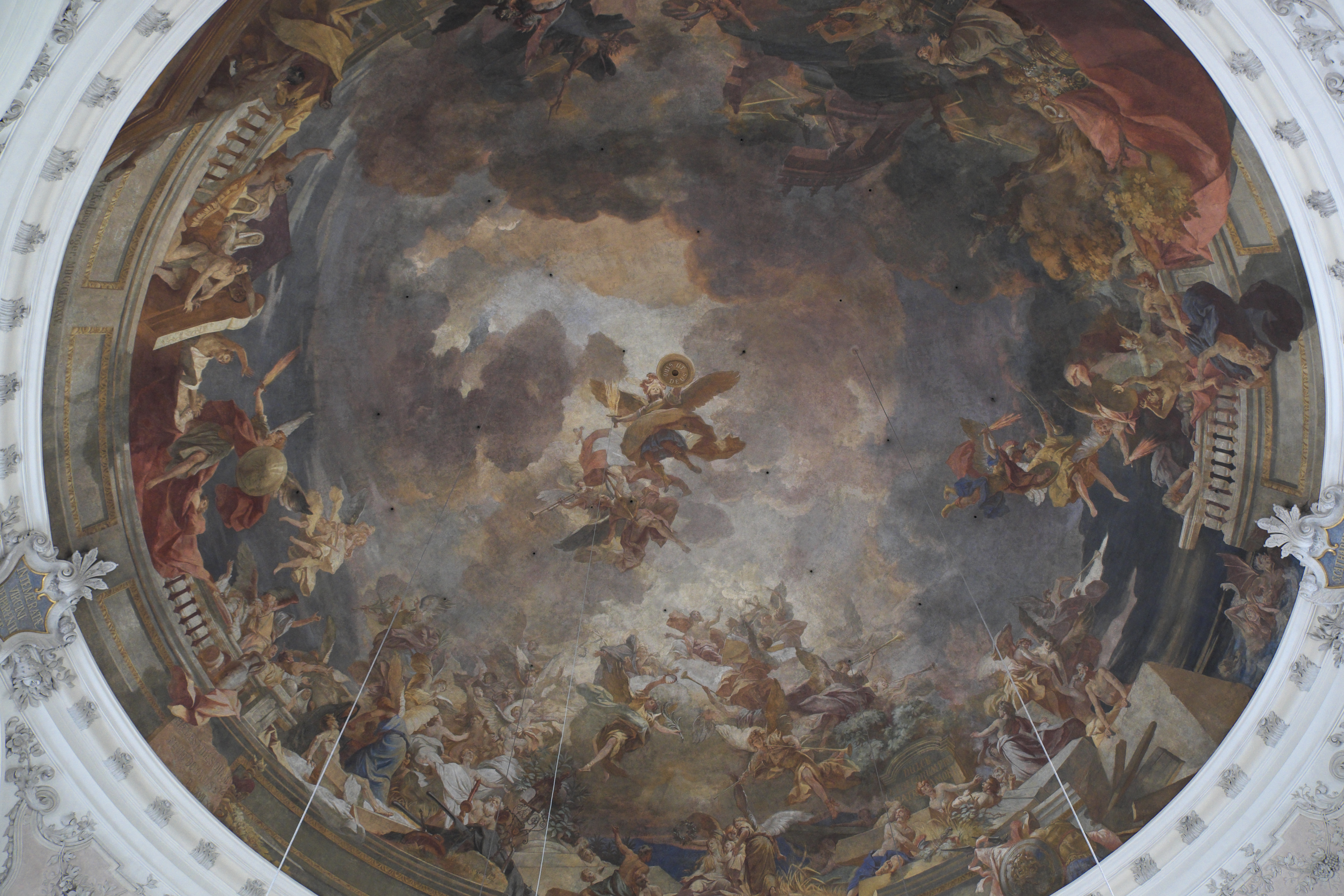
Das Jüngste Gericht in St. Nikolaus in Murnau

Über hundert Jahre nach seiner Entstehung wurde 2009 auf dem Kirchenspeicher ein Pappmodell der Kuppel der Murnauer Kirche wiederentdeckt, das Kolmsperger vor der Bemalung dieses Bauwerks geschaffen hatte. Das Modell hat einen Durchmesser von knapp zwei Metern, die originale Kuppel, zu ihrer Entstehungszeit eines der größten Kuppelgewölbe in Bayern, ist mehr als neunmal so groß. 2014/15 wurde das Modell im Murnauer Schloßmuseum ausgestellt.